# Peseshet
Peseshet – Egipcjanka uważana za jedną z pierwszych znanych kobiet-lekarzy. Żyła w czasach IV dynastii.
Nosiła tytuł zarządcy kobiecych lekarzy, ale nie jest pewne, czy rzeczywiście sama była lekarzem.
Miała syna Akhethetepa, w którego grobowcu (mastabie) znaleziona została stela jej poświęcona.